# Федченко Венедикт Михайлович
Венедикт Михайлович Федченко (1894 — † 6 серпня 1927) — поручник Армії УНР, військовий льотчик. Народився у с. Негринці Хотинського повіту Бессарабської губернії. Навчався у Кишинівському реальному училищі (1911), потому працював лісничим, заочно здобував фах агронома.

## Життєпис

### Служба в РІА
Під час Першої світової війни мобілізований до російської армії, закінчив артилерійське училище. У 1917 р. — підпоручик Севастопольської фортечної артилерії, відвідує курси Севастопольської військової авіаційної школи (вересень 1917 р.).

### Служба в Армії УНР
Навесні 1918 р. прибув до Києва, де брав активну участь у створенні Повітряного флоту УНР, у 1919 р. служив в авіації Директорії та Дієвої армії УНР. 20 серпня 1919 відлетів із В. Мурашком до Берліна, а потім — до Відня й Праги, де працював експертом у справі закупівлі авіаційного та військового майна для Армії УНР. У травні 1920 р. прибув до Кам'янця-Подільського і отримав призначення командиром резерву Повітряного флоту УНР. Наприкінці червня — на початку липня 1920 р. через хворобу полковника В. Павленка був т. в. о. начальника управління Повітряного флоту УНР.

### Післявоєнний період
У липні 1920 р., після того, як радянські війська здобули Кам'янець-Подільський, залишився у місті та легалізувався під власним прізвищем, але з фальшивими документами, за якими з листопада 1916 р. до червня 1920 р. начебто перебував в австро-угорському полоні. Працював у радянських лісових господарствах на території Кам'янецького, Проскурівського, Могилів-Подільського округів, а також Молдавської АССР. У 1927 був упізнаний і викритий сексотом «Мєтєльським» (колишнім сотником АУНР Г. І. Козловським). Заарештований 14 червня 1927 у Могилеві-Подільському. Категорично заперечував, що був колись офіцером, військовим льотчиком і служив в Армії УНР.

### Смерть
Повісився в камері у ніч на 6 серпня 1927 р.